# Wolfgang Budday
Wolfgang Budday (* 17. Juni 1951 in Gaildorf, Schwäbisch Hall) ist ein deutscher Musiktheoretiker.

## Leben
Budday studierte Schulmusik, Musikwissenschaft und Geschichte an der Musikhochschule Stuttgart und der Universität Tübingen und wurde ebendort 1982 mit einer Arbeit über die Grundlagen musikalischer Formen der Wiener Klassik promoviert.
Budday lehrte an den Hochschulen für Musik in Stuttgart und Trossingen sowie an der Pädagogischen Hochschule Ludwigsburg.

## Wirken
Der als Musiker und Historiker ausgebildete Budday darf als einer der Pioniere der historisch informierten Musiktheorie in Deutschland gelten, indem er historische Quellen für Forschung und Lehre nutzbar machte. Budday arbeitete historische Quellen auf, um eine musiktheoretische Lehrpraxis zu entwickeln, die dem zeitgenössischen Denken der damaligen Komponisten entspricht. Sowohl den Bereich der Harmonielehre als auch jenen der Formenlehre beleuchtete Budday dabei. Seine Harmonielehre Wiener Klassik wurde von Ludwig Holtmeier 2011 als „eine der bedeutendsten musiktheoretischen Veröffentlichungen der letzten Jahrzehnte“ bezeichnet. Insbesondere die Ausbildung und Lehre Wolfgang Amadeus Mozarts war vielfach Gegenstand seiner Untersuchungen.
Budday trat auch langjährig als Chorleiter in Erscheinung. So leitete er von 1976 bis 1991 den Chor des Männergesangvereins Vaihingen/Enz und von 1989 bis 2012 den Ötisheimer Männerchor.

## Schriften
- Harmonielehre Wiener Klassik. Theorie – Satztechnik – Werkanalyse. Mit Beiheft: Satztechnische Übungen – die Harmoniekurse von W.A. Mozart und E.A. Förster. Stuttgart: Berthold & Schwerdtner 2002, ISBN 3-00-008998-5.
- Mozarts Ausbildung zum Komponisten (1761–1765). Periodenbau und Taktordnung in Menuett, Sonate und Sinfonie. Hildesheim: Olms 2016, ISBN 978-3-487-15397-1.